# Mariano Balleza
Mariano Balleza fue un insurgente mexicano que participó en la Independencia de México. 
Nació en Valladolid, Michoacán, donde hizo sus estudios religiosos, siendo destinado a la Parroquia de Dolores en calidad de vicario, donde por su cercanía con Miguel Hidalgo decidió secundar su levantamiento. Cuando el Grito de Dolores, se le encargó aprehendiera al padre Francisco Bustamante, nacido en España y que era el encargado de decir la misa. 
Desde su llegada a San Miguel El Grande, siguió los pasos de Miguel Hidalgo. En Celaya se le confirió un grado en el Ejército Insurgente, para pocos días después recibir en Acámbaro el de Teniente General. No obstante su título, no se consta en los documentos que haya tenido el mando de algún cuerpo en las acciones de guerra. Fue encargado de la custodia de los prisioneros michoacanos cuando se dirigían a la capital mexicana, entre los que se encontraba el Coronel Diego García Conde. 
Fue de los últimos que se retiró de Aculco, y siguió a Ignacio Allende hacia Guanajuato. No participó en la Batalla del Monte de las Cruces pues permaneció en Toluca aplacando a los soldados, que querían saquear la casa de un español. 
En Guanajuato permaneció en las filas de Allende, quien lo despachó con el Capitán Huidobro y el Lic. Avedaño a Guadalajara, para los arreglos con el gobierno, lo que no fue necesario pues el Amo Torres ya había tomado la ciudad. A su llegada a Guadalajara, Balleza se dedicó a hacer los preparativos de entrada de Hidalgo en la ciudad, hasta que Allende lo jubiló con el grado de Teniente General para que no contara con mando militar alguno, ya que lo consideraba inútil al servicio de las armas. 
Fue parte de la Batalla del Puente de Calderón, aunque sin un carácter militar, acompañando a los insurgentes en su camino por Zacatecas, Saltillo y Acatita de Baján. Fue hecho prisionero, llevado a Mapimí, luego a Parras y posteriormente a Durango el 3 de abril de 1811, donde se le formó proceso a cargo del Juez y Teniente letrado y asesor ordinario de la Intendencia Ángel Pinilla Pérez, que lo condenó a muerte, a lo que se opuso el Obispo Francisco Gabriel de Olivares, que le escribió en una carta que mientras el viviera, no los matarían, lo que cumplió.
No obstante, habiendo muerto el prelado el 12 de febrero de 1812, el brigadier Bernardino Bonavía dio orden al teniente coronel Pedro Allande y Saavedra, de que los sacare de la cárcel para que fusilarlos en la Hacienda de San Juan de Dios (a 10 km al norte de Durango, lo que hizo el 17 de julio de 1812, junto con Ignacio Hidalgo (pariente de Miguel Hidalgo), a fray Bernardino Conde, a Pedro Bustamante, a fray Carlos Medina y a fray Ignacio Jiménez. Su sobrino, Gerónimo Balleza, que lo acompañó durante la Independencia, cayó prisionero y fue destinado a trabajar en una hacienda de Monclova, ignorándose su suerte luego de la victoria insurgente.